# Montenay
 Montenay  es una población y comuna francesa, en la región de Países del Loira, departamento de Mayenne, en el distrito de Mayenne y cantón de Ernée.

## Demografía
| 1,181 | 1,084 | 1,156 | 1,354 | 1,433 | 1,399 |
| Para los censos de 1962 a 1999 la población legal corresponde a la población sin duplicidades (Fuente: INSEE [Consultar]) |       |       |       |       |       |